# Oewemeer
Het Oewemeer is een klein voormalig meertje of meerstal ten oosten van de Woldweg te Appingedam in de provincie Groningen. Het wordt genoemd in 1806 en lag tussen de Reitboorde en het Woldmeer.
De omgeving van het Oewemeer was omringd door een dijkje en werd deels bemalen met een particuliere molen. Het hele gebied werd vanaf 1850/51 opgenomen in het waterschap De Goedheid, dat tevens het Woldmeer ontwaterde.